# 油川夫人
油川夫人（1528年？~1571年），武田信玄的側室。油川源左衛門信友的女兒。是仁科盛信（信玄五男）、葛山信貞（六男）、桃由童女（四女）、松姬（五女）菊姬（六女）的生母。油川家是武田家的支流，油川的第一代當主油川信惠，是信玄祖父，武田信繩的二弟，而信玄的父親信虎和信守，又是堂兄弟關係的關係，信玄與油川夫人即是堂兄妹關係，這樁婚姻可說是近親婚姻親上加親。
天文22年（1553年）左右，油川家為了表示對主家武田家的忠誠，將族裡年紀最小的女子嫁給信玄，而其女正是日後的油川夫人。她的長男盛信後來繼承信濃豪族仁科氏。次男信貞繼承葛山氏。菊姬成為上杉景勝的正室。松姬在永祿10年（1567年），與織田信長的嫡長子信忠訂下婚約，不過在元龜3年時（1572年），因武田和織田家的反目而破裂。